# معركة كوسميديون

معركة كوسميديون (بالتركية: Eyüp Muharebesi)‏ هي معركة وقعت في 15 يونيو 1410 خلال ما عرف باسم عهد الفترة العثماني حيث تقاتل أبناء السلطان العثماني بايزيد الأول علي خلافته وذلك بعد هزيمة السلطان بايزيد الأول واسره من قبل الدولة التيمورية في معركة انقرة 20 يوليو 1402 وشارك في هذه المعركة الاخوان موسى جلبى وسليمان جلبى وذلك خارج اسوار كوسميديون وانتهت المعركة بانتصار سليمان جلبى.